# Diócesis de Kolda
La diócesis de Kolda (en latín: Dioecesis Koldaensis y en francés: Diocèse de Kolda) es una circunscripción eclesiástica de la Iglesia católica en Senegal. Se trata de una diócesis latina, sufragánea de la arquidiócesis de Dakar. Desde el 22 de diciembre de 1999 su obispo es Jean-Pierre Bassène.

## Territorio y organización
La diócesis tiene 21 011 km² y extiende su jurisdicción sobre los fieles católicos de rito latino residentes en la región de Kolda (creada en 2008).
La sede de la diócesis se encuentra en la ciudad de Kolda, en donde se halla la Catedral de Nuestra Señora de las Victorias.
En 2021 en la diócesis existían 14 parroquias.

## Historia
La diócesis fue erigida el 22 de diciembre de 1999 mediante la bula Cum ad aeternam del papa Juan Pablo II, obteniendo el territorio de la diócesis de Ziguinchor.

## Estadísticas
Según el Anuario Pontificio 2022 la diócesis tenía a fines de 2021 un total de 34 400 fieles bautizados.
| Año                                                                             | Población            | Población | Población      | Sacerdotes | Sacerdotes    | Sacerdotes    | Bautizados por sacerdote | Diáconos permanentes | Religiosos | Religiosos | Parroquias |
| Año                                                                             | Bautizados católicos | Total     | % de católicos | Total      | Clero secular | Clero regular | Bautizados por sacerdote | Diáconos permanentes | Varones    | Mujeres    | Parroquias |
| ------------------------------------------------------------------------------- | -------------------- | --------- | -------------- | ---------- | ------------- | ------------- | ------------------------ | -------------------- | ---------- | ---------- | ---------- |
| 2000                                                                            | 81 333               | 1 185 340 | 6.9            | 20         | 13            | 7             | 4066                     |                      | 7          | 19         | 7          |
| 2001                                                                            | 35 816               | 816 331   | 4.4            | 13         | 11            | 2             | 2755                     |                      | 7          | 23         | 9          |
| 2002                                                                            | 35 530               | 816 331   | 4.4            | 13         | 11            | 2             | 2733                     |                      | 7          | 21         | 8          |
| 2003                                                                            | 36 160               | 832 657   | 4.3            | 14         | 12            | 2             | 2582                     |                      | 8          | 18         | 9          |
| 2004                                                                            | 36 840               | 833 760   | 4.4            | 19         | 14            | 5             | 1938                     |                      | 11         | 21         | 9          |
| 2006                                                                            | 38 700               | 874 300   | 4.4            | 16         | 11            | 5             | 2418                     |                      | 10         | 20         | 9          |
| 2013                                                                            | 41 700               | 1 010 000 | 4.1            | 22         | 16            | 6             | 1895                     |                      | 11         | 32         | 9          |
| 2016                                                                            | 31 800               | 1 174 000 | 2.7            | 28         | 23            | 5             | 1135                     |                      | 10         | 31         | 13         |
| 2019                                                                            | 32 430               | 1 166 000 | 2.8            | 30         | 22            | 8             | 1081                     |                      | 13         | 31         | 13         |
| 2021                                                                            | 34 400               | 1 237 850 | 2.8            | 33         | 24            | 9             | 1042                     |                      | 14         | 18         | 14         |
| Fuente: Catholic-Hierarchy, que a su vez toma los datos del Anuario Pontificio. |                      |           |                |            |               |               |                          |                      |            |            |            |

## Episcopologio
- Jean-Pierre Bassène, desde el 22 de diciembre de 1999